# Bécassin d'Asie
Limnodromus semipalmatus
Espèce
Statut de conservation UICN

 NT  : Quasi menacé
Le Bécassin d'Asie (Limnodromus semipalmatus), également appelé limnodrome asiatique, est une espèce d’oiseaux de la famille des Scolopacidae.

## Habitat et répartition

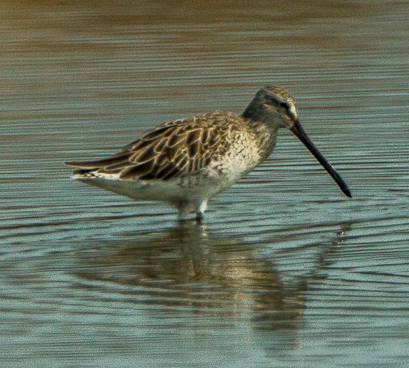
plumage d'hiver (Thaïlande)

Il vit de manière disparate dans le sud de la Sibérie et en Manchourie ; il hiverne en Asie du Sud-Est.

## Mensurations
Il mesure 33 – 36 cm pour un poids de 127 - 245 g et une envergure de 57 – 59 cm.

## Alimentation
Il se nourrit d'oligochètes, de larve d'insectes etc.